# Лукашево (Ґолюбсько-Добжинський повіт)
Лукашево (пол. Łukaszewo) — село в Польщі, у гміні Збуйно Ґолюбсько-Добжинського повіту Куявсько-Поморського воєводства.
Населення — 168 осіб (2011).
У 1975—1998 роках село належало до Влоцлавського воєводства.

## Демографія
Демографічна структура станом на 31 березня 2011 року:
|          | Загалом | Допрацездатний вік | Працездатний вік | Постпрацездатний вік |
| -------- | ------- | ------------------ | ---------------- | -------------------- |
| Чоловіки | 89      | 22                 | 56               | 11                   |
| Жінки    | 79      | 21                 | 34               | 24                   |
| Разом    | 168     | 43                 | 90               | 35                   |